# Grand Prix moto du Japon 2023
Le Grand Prix moto du Japon 2023 est la quatorzième manche du championnat du monde de vitesse moto 2023.
Cette 41e édition du Grand Prix moto du Japon s’est déroulé du 29 septembre au 1er octobre sur le Twin Ring Motegi à Motegi.

## Qualifications

### MotoGP
| Meilleur tour de la session |

| Pos.             | No. | Pilote                | Constructeur | Temps de qualification | Temps de qualification | Grille finale | Ligne |
| Pos.             | No. | Pilote                | Constructeur | Q1                     | Q2                     | Grille finale | Ligne |
| ---------------- | --- | --------------------- | ------------ | ---------------------- | ---------------------- | ------------- | ----- |
| 1                | 89  | Jorge Martín          | Ducati       | Qualifié en Q2         | 1 min 43 s 198         | 1             | 1     |
| 2                | 1   | Francesco Bagnaia     | Ducati       | Qualifié en Q2         | 1 min 43 s 369         | 2             | 1     |
| 3                | 43  | Jack Miller           | KTM          | Qualifié en Q2         | 1 min 43 s 551         | 3             | 1     |
| 4                | 72  | Marco Bezzecchi       | Ducati       | Qualifié en Q2         | 1 min 43 s 624         | 4             | 2     |
| 5                | 33  | Brad Binder           | KTM          | Qualifié en Q2         | 1 min 43 s 709         | 5             | 2     |
| 6                | 49  | Fabio Di Giannantonio | Ducati       | Qualifié en Q2         | 1 min 43 s 808         | 6             | 2     |
| 7                | 93  | Marc Márquez          | Honda        | 1 min 43 s 997         | 1 min 43 s 812         | 7             | 3     |
| 8                | 12  | Maverick Viñales      | Aprilia      | Qualifié en Q2         | 1 min 43 s 815         | 8             | 3     |
| 9                | 41  | Aleix Espargaró       | Aprilia      | Qualifié en Q2         | 1 min 43 s 822         | 9             | 3     |
| 10               | 5   | Johann Zarco          | Ducati       | Qualifié en Q2         | 1 min 43 s 851         | 10            | 4     |
| 11               | 25  | Raúl Fernández        | Aprilia      | 1 min 44 s 049         | 1 min 44 s 054         | 11            | 4     |
| 12               | 44  | Pol Espargaró         | KTM          | Qualifié en Q2         | 1 min 44 s 096         | 12            | 4     |
| 13               | 37  | Augusto Fernández     | KTM          | 1 min 44 s 129         | N/A                    | 13            | 5     |
| 14               | 20  | Fabio Quartararo      | Yamaha       | 1 min 44 s 138         | N/A                    | 14            | 5     |
| 15               | 36  | Joan Mir              | Honda        | 1 min 44 s 150         | N/A                    | 15            | 5     |
| 16               | 88  | Miguel Oliveira       | Aprilia      | 1 min 44 s 427         | N/A                    | 16            | 6     |
| 17               | 21  | Franco Morbidelli     | Yamaha       | 1 min 44 s 521         | N/A                    | 17            | 6     |
| 18               | 30  | Takaaki Nakagami      | Honda        | 1 min 44 s 626         | N/A                    | 18            | 6     |
| 19               | 35  | Cal Crutchlow         | Yamaha       | 1 min 45 s 273         | N/A                    | 19            | 7     |
| 20               | 6   | Stefan Bradl          | Honda        | 1 min 45 s 451         | N/A                    | 20            | 7     |
| 21               | 51  | Michele Pirro         | Ducati       | 1 min 45 s 707         | N/A                    | 21            | 7     |
| Rapport officiel |     |                       |              |                        |                        |               |       |

## Classement MotoGP

### Course Sprint
| Pos.                                                                | No. | Pilote                | Equipe                       | Constructeur | Tours | Temps/Ecarts       | Grille | Points |
| ------------------------------------------------------------------- | --- | --------------------- | ---------------------------- | ------------ | ----- | ------------------ | ------ | ------ |
| 1                                                                   | 89  | Jorge Martín          | Prima Pramac Racing          | Ducati       | 12    | 21 min 00 s 734    | 1      | 12     |
| 2                                                                   | 33  | Brad Binder           | Red Bull KTM Factory Racing  | KTM          | 12    | +1 s 390           | 5      | 9      |
| 3                                                                   | 1   | Francesco Bagnaia     | Ducati Lenovo Team           | Ducati       | 12    | +5 s 279           | 2      | 7      |
| 4                                                                   | 43  | Jack Miller           | Red Bull KTM Factory Racing  | KTM          | 12    | +6 s 194           | 3      | 6      |
| 5                                                                   | 5   | Johann Zarco          | Prima Pramac Racing          | Ducati       | 12    | +6 s 315           | 10     | 5      |
| 6                                                                   | 72  | Marco Bezzecchi       | Mooney VR46 Racing Team      | Ducati       | 12    | +8 s 919           | 4      | 4      |
| 7                                                                   | 93  | Marc Márquez          | Repsol Honda Team            | Honda        | 12    | +9 s 298           | 7      | 3      |
| 8                                                                   | 49  | Fabio Di Giannantonio | Gresini Racing MotoGP        | Ducati       | 12    | +10 s 189          | 6      | 2      |
| 9                                                                   | 12  | Maverick Viñales      | Aprilia Racing               | Aprilia      | 12    | +12 s 404          | 8      | 1      |
| 10                                                                  | 25  | Raúl Fernández        | CryptoData RNF MotoGP Team   | Aprilia      | 12    | +15 s 366          | 11     |        |
| 11                                                                  | 44  | Pol Espargaró         | GasGas Factory Racing Tech3  | KTM          | 12    | +15 s 473          | 12     |        |
| 12                                                                  | 37  | Augusto Fernández     | GasGas Factory Racing Tech3  | KTM          | 12    | +15 s 592          | 13     |        |
| 13                                                                  | 36  | Joan Mir              | Repsol Honda Team            | Honda        | 12    | +17 s 052          | 15     |        |
| 14                                                                  | 88  | Miguel Oliveira       | CryptoData RNF MotoGP Team   | Aprilia      | 12    | +18 s 092          | 16     |        |
| 15                                                                  | 20  | Fabio Quartararo      | Monster Energy Yamaha MotoGP | Yamaha       | 12    | +19 s 333          | 14     |        |
| 16                                                                  | 21  | Franco Morbidelli     | Monster Energy Yamaha MotoGP | Yamaha       | 12    | +19 s 645          | 17     |        |
| 17                                                                  | 30  | Takaaki Nakagami      | LCR Honda Idemitsu           | Honda        | 12    | +21 s 862          | 18     |        |
| 18                                                                  | 35  | Cal Crutchlow         | Yamalube RS4GP Racing Team   | Yamaha       | 12    | +26 s 026          | 19     |        |
| 19                                                                  | 51  | Michele Pirro         | Ducati Lenovo Team           | Ducati       | 12    | +27 s 911          | 21     |        |
| 20                                                                  | 6   | Stefan Bradl          | LCR Honda Castrol            | Honda        | 12    | +28 s 178          | 20     |        |
| Ab.                                                                 | 41  | Aleix Espargaró       | Aprilia Racing               | Aprilia      | 8     | Problème technique | 9      |        |
| Meilleur tour du Sprint : Jorge Martín (Ducati) – 1:44.033 (tour 2) |     |                       |                              |              |       |                    |        |        |
| Rapport officiel                                                    |     |                       |                              |              |       |                    |        |        |

### Course principale
La course, qui devait faire 24 tours, a été marquée par un drapeau rouge pendant le 13e tour en raison de conditions météorologiques défavorables sur la piste. La course était censée être relancée pour disputer les 12 tours restants avec une grille de départ sur la base du classement après le 12e tour. Cependant, la course a de nouveau été arrêtée par un drapeau rouge lors du tour de chauffe de la deuxième course, et la direction de la course a décidé de ne pas relancer les pilotes.
Selon la réglementation, des points complets ont été attribués puisque 50 % ou plus de la distance de course initiale (c'est-à-dire 12 tours complets) ont été terminés.
| Pos.                                                                     | No. | Pilote                | Equipe                       | Constructeur | Tours | Temps/Ecarts        | Grille | Points |
| ------------------------------------------------------------------------ | --- | --------------------- | ---------------------------- | ------------ | ----- | ------------------- | ------ | ------ |
| 1                                                                        | 89  | Jorge Martín          | Prima Pramac Racing          | Ducati       | 12    | 24 min 06 s 314     | 1      | 25     |
| 2                                                                        | 1   | Francesco Bagnaia     | Ducati Lenovo Team           | Ducati       | 12    | +1 s 413            | 2      | 20     |
| 3                                                                        | 93  | Marc Márquez          | Repsol Honda Team            | Honda        | 12    | +2 s 013            | 7      | 16     |
| 4                                                                        | 72  | Marco Bezzecchi       | Mooney VR46 Racing Team      | Ducati       | 12    | +2 s 943            | 4      | 13     |
| 5                                                                        | 41  | Aleix Espargaró       | Aprilia Racing               | Aprilia      | 12    | +3 s 181            | 9      | 11     |
| 6                                                                        | 43  | Jack Miller           | Red Bull KTM Factory Racing  | KTM          | 12    | +6 s 837            | 3      | 10     |
| 7                                                                        | 37  | Augusto Fernández     | GasGas Factory Racing Tech3  | KTM          | 12    | +7 s 587            | 13     | 9      |
| 8                                                                        | 49  | Fabio Di Giannantonio | Gresini Racing MotoGP        | Ducati       | 12    | +8 s 602            | 6      | 8      |
| 9                                                                        | 25  | Raúl Fernández        | CryptoDATA RNF MotoGP Team   | Aprilia      | 12    | +11 s 229           | 11     | 7      |
| 10                                                                       | 20  | Fabio Quartararo      | Monster Energy Yamaha MotoGP | Yamaha       | 12    | +12 s 244           | 14     | 6      |
| 11                                                                       | 30  | Takaaki Nakagami      | LCR Honda Idemitsu           | Honda        | 12    | +14 s 714           | 18     | 5      |
| 12                                                                       | 36  | Joan Mir              | Repsol Honda Team            | Honda        | 12    | +14 s 924           | 15     | 4      |
| 13                                                                       | 35  | Cal Crutchlow         | Yamalube RS4GP Racing Team   | Yamaha       | 12    | +16 s 057           | 19     | 3      |
| 14                                                                       | 6   | Stefan Bradl          | LCR Honda Castrol            | Honda        | 12    | +17 s 253           | 20     | 2      |
| 15                                                                       | 44  | Pol Espargaró         | GasGas Factory Racing Tech3  | KTM          | 12    | +24 s 921           | 12     | 1      |
| 16                                                                       | 51  | Michele Pirro         | Ducati Lenovo Team           | Ducati       | 12    | +33 s 962           | 21     |        |
| 17                                                                       | 21  | Franco Morbidelli     | Monster Energy Yamaha MotoGP | Yamaha       | 12    | +1 min 14 s 934     | 17     |        |
| 18                                                                       | 88  | Miguel Oliveira       | CryptoDATA RNF MotoGP Team   | Aprilia      | 11    | +1 tour             | 16     |        |
| 19                                                                       | 12  | Maverick Viñales      | Aprilia Racing               | Aprilia      | 11    | +1 tour             | 8      |        |
| Ab.                                                                      | 5   | Johann Zarco          | Prima Pramac Racing          | Ducati       | 12    | +6 s 191 / Accident | 10     |        |
| Ab.                                                                      | 33  | Brad Binder           | Red Bull KTM Factory Racing  | KTM          | 5     | Accident            | 5      |        |
| Meilleur tour en course: Johann Zarco (Ducati) – 1 min 55 s 903 (tour 3) |     |                       |                              |              |       |                     |        |        |
| Rapport officiel                                                         |     |                       |                              |              |       |                     |        |        |

## Classement Moto2
| Pos.                                                                 | No. | Pilote                  | Constructeur | Tours | Temps/Ecart     | Grille | Points |
| -------------------------------------------------------------------- | --- | ----------------------- | ------------ | ----- | --------------- | ------ | ------ |
| 1                                                                    | 35  | Somkiat Chantra         | Kalex        | 19    | 35 min 19 s 273 | 1      | 25     |
| 2                                                                    | 79  | Ai Ogura                | Kalex        | 19    | +1 s 353        | 2      | 20     |
| 3                                                                    | 37  | Pedro Acosta            | Kalex        | 19    | +3 s 080        | 4      | 16     |
| 4                                                                    | 96  | Jake Dixon              | Kalex        | 19    | +5 s 065        | 3      | 13     |
| 5                                                                    | 12  | Filip Salač             | Kalex        | 19    | +10 s 492       | 5      | 11     |
| 6                                                                    | 18  | Manuel González         | Kalex        | 19    | +12 s 961       | 10     | 10     |
| 7                                                                    | 24  | Marcos Ramírez          | Kalex        | 19    | +14 s 352       | 12     | 9      |
| 8                                                                    | 40  | Arón Canet              | Kalex        | 19    | +16 s 360       | 7      | 8      |
| 9                                                                    | 84  | Zonta van den Goorbergh | Kalex        | 19    | +17 s 692       | 15     | 7      |
| 10                                                                   | 15  | Darryn Binder           | Kalex        | 19    | +19 s 405       | 18     | 6      |
| 11                                                                   | 14  | Tony Arbolino           | Kalex        | 19    | +20 s 661       | 13     | 5      |
| 12                                                                   | 16  | Joe Roberts             | Kalex        | 19    | +20 s 809       | 11     | 4      |
| 13                                                                   | 21  | Alonso López            | Boscoscuro   | 19    | +21 s 303       | 6      | 3      |
| 14                                                                   | 28  | Izan Guevara            | Kalex        | 19    | +21 s 477       | 19     | 2      |
| 15                                                                   | 7   | Barry Baltus            | Kalex        | 19    | +24 s 032       | 17     | 1      |
| 16                                                                   | 52  | Jeremy Alcoba           | Kalex        | 19    | +25 s 623       | 23     |        |
| 17                                                                   | 64  | Bo Bendsneyder          | Kalex        | 19    | +26 s 803       | 21     |        |
| 18                                                                   | 75  | Albert Arenas           | Kalex        | 19    | +27 s 371       | 20     |        |
| 19                                                                   | 23  | Taiga Hada              | Kalex        | 19    | +29 s 412       | 24     |        |
| 20                                                                   | 67  | Alberto Surra           | Forward      | 19    | +33 s 825       | 28     |        |
| 21                                                                   | 8   | Senna Agius             | Kalex        | 19    | +34 s 103       | 29     |        |
| 22                                                                   | 54  | Fermín Aldeguer         | Boscoscuro   | 19    | +34 s 291       | 9      |        |
| 23                                                                   | 4   | Sean Dylan Kelly        | Forward      | 19    | +36 s 473       | 25     |        |
| 24                                                                   | 72  | Borja Gómez             | Kalex        | 19    | +39 s 635       | 26     |        |
| 25                                                                   | 33  | Rory Skinner            | Kalex        | 19    | +43 s 069       | 27     |        |
| 26                                                                   | 9   | Mattia Casadei          | Kalex        | 19    | +45 s 508       | 30     |        |
| Ab.                                                                  | 11  | Sergio García           | Kalex        | 9     | Accident        | 14     |        |
| Ab.                                                                  | 71  | Dennis Foggia           | Kalex        | 8     | Accident        | 16     |        |
| Ab.                                                                  | 5   | Kohta Nozane            | Kalex        | 7     | Accident        | 22     |        |
| Ab.                                                                  | 22  | Sam Lowes               | Kalex        | 6     | Accident        | 8      |        |
| Meilleur tour en course: Somkiat Chantra (Kalex) – 1:50.679 (tour 3) |     |                         |              |       |                 |        |        |
| Rapport officiel                                                     |     |                         |              |       |                 |        |        |

## Classement Moto3
| Pos.                                                                  | No. | Pilote             | Constructeur | Tour | Temps/Eczrt     | Grille | Points |
| --------------------------------------------------------------------- | --- | ------------------ | ------------ | ---- | --------------- | ------ | ------ |
| 1                                                                     | 5   | Jaume Masià        | Honda        | 17   | 33 min 30 s 018 | 1      | 25     |
| 2                                                                     | 71  | Ayumu Sasaki       | Husqvarna    | 17   | +1 s 546        | 7      | 20     |
| 3                                                                     | 96  | Daniel Holgado     | KTM          | 17   | +1 s 602        | 6      | 16     |
| 4                                                                     | 82  | Stefano Nepa       | KTM          | 17   | +5 s 200        | 4      | 13     |
| 5                                                                     | 48  | Iván Ortolá        | KTM          | 17   | +5 s 230        | 5      | 11     |
| 6                                                                     | 44  | David Muñoz        | KTM          | 17   | +8 s 900        | 8      | 10     |
| 7                                                                     | 11  | David Alonso       | Gas Gas      | 17   | +8 s 959        | 9      | 9      |
| 8                                                                     | 27  | Kaito Toba         | Honda        | 17   | +9 s 253        | 11     | 8      |
| 9                                                                     | 6   | Ryusei Yamanaka    | Gas Gas      | 17   | +9 s 629        | 12     | 7      |
| 10                                                                    | 99  | José Antonio Rueda | KTM          | 17   | +9 s 734        | 15     | 6      |
| 11                                                                    | 95  | Collin Veijer      | Husqvarna    | 17   | +9 s 804        | 10     | 5      |
| 12                                                                    | 72  | Taiyo Furusato     | Honda        | 17   | +10 s 195       | 13     | 4      |
| 13                                                                    | 54  | Riccardo Rossi     | Honda        | 17   | +10 s 874       | 17     | 3      |
| 14                                                                    | 10  | Diogo Moreira      | KTM          | 17   | +11 s 577       | 14     | 2      |
| 15                                                                    | 66  | Joel Kelso         | CFMoto       | 17   | +13 s 905       | 18     | 1      |
| 16                                                                    | 7   | Filippo Farioli    | KTM          | 17   | +16 s 674       | 22     |        |
| 17                                                                    | 92  | David Almansa      | Honda        | 17   | +31 s 109       | 20     |        |
| 18                                                                    | 19  | Scott Ogden        | Honda        | 17   | +31 s 282       | 21     |        |
| 19                                                                    | 63  | Syarifuddin Azman  | KTM          | 17   | +31 s 478       | 23     |        |
| 20                                                                    | 70  | Joshua Whatley     | Honda        | 17   | +31 s 551       | 27     |        |
| 21                                                                    | 20  | Lorenzo Fellon     | KTM          | 17   | +31 s 587       | 26     |        |
| 22                                                                    | 22  | Ana Carrasco       | KTM          | 17   | +32 s 969       | 25     |        |
| 23                                                                    | 64  | Mario Aji          | Honda        | 17   | +38 s 000       | 24     |        |
| Ab.                                                                   | 24  | Tatsuki Suzuki     | Honda        | 13   | Accident        | 16     |        |
| Ab.                                                                   | 53  | Deniz Öncü         | KTM          | 10   | Accident        | 2      |        |
| Ab.                                                                   | 18  | Matteo Bertelle    | Honda        | 10   | Accident        | 3      |        |
| Ab.                                                                   | 43  | Xavier Artigas     | CFMoto       | 9    | Accident        | 19     |        |
| Meilleur tour en course: Ayumu Sasaki (Husqvarna) – 1:57.064 (tour 3) |     |                    |              |      |                 |        |        |
| Rapport officiel                                                      |     |                    |              |      |                 |        |        |

## Classements provisoires aux Championnats
Seul le top 5 de chaque championnat à l’issue du Grand Prix est présenté ici,,.

### MotoGP
|  | Pos. | Pilote            | Points |
|  | ---- | ----------------- | ------ |
|  | 1    | Francesco Bagnaia | 319    |
|  | 2    | Jorge Martín      | 316    |
|  | 3    | Marco Bezzecchi   | 265    |
|  | 4    | Brad Binder       | 201    |
|  | 5    | Aleix Espargaró   | 171    |

|   | Pos. | Constructeur | Points |
| - | ---- | ------------ | ------ |
|   | 1    | Ducati       | 490    |
|   | 2    | KTM          | 272    |
|   | 3    | Aprilia      | 240    |
| 1 | 4    | Honda        | 142    |
| 1 | 5    | Yamaha       | 131    |

|  | Pos. | Equipe                      | Points |
|  | ---- | --------------------------- | ------ |
|  | 1    | Prima Pramac Racing         | 478    |
|  | 2    | Mooney VR46 Racing Team     | 400    |
|  | 3    | Ducati Lenovo Team          | 354    |
|  | 4    | Red Bull KTM Factory Racing | 326    |
|  | 5    | Aprilia Racing              | 310    |

### Moto2
|  | Pos. | Pilote        | Points |
|  | ---- | ------------- | ------ |
|  | 1    | Pedro Acosta  | 252    |
|  | 2    | Tony Arbolino | 202    |
|  | 3    | Jake Dixon    | 159    |
|  | 4    | Arón Canet    | 124    |
|  | 5    | Alonso López  | 119    |

|  | Pos. | Constructeur | Points |
|  | ---- | ------------ | ------ |
|  | 1    | Kalex        | 345    |
|  | 2    | Boscoscuro   | 162    |
|  | 3    | Forward      | 1      |

|   | Pos. | Equipe                   | Points |
| - | ---- | ------------------------ | ------ |
|   | 1    | Red Bull KTM Ajo         | 313    |
|   | 2    | Elf Marc VDS Racing Team | 276    |
| 2 | 3    | Idemitsu Honda Team Asia | 209    |
| 1 | 4    | Beta Tools Speed Up      | 207    |
| 1 | 5    | Pons Wegow Los40         | 200    |

### Moto3
|   | Pos. | Pilote         | Points |
| - | ---- | -------------- | ------ |
| 1 | 1    | Jaume Masià    | 199    |
| 1 | 2    | Ayumu Sasaki   | 193    |
| 2 | 3    | Daniel Holgado | 190    |
|   | 4    | David Alonso   | 160    |
|   | 5    | Deniz Öncü     | 147    |

|  | Pos. | Constructeur | Points |
|  | ---- | ------------ | ------ |
|  | 1    | KTM          | 288    |
|  | 2    | Honda        | 240    |
|  | 3    | Husqvarna    | 198    |
|  | 4    | Gas Gas      | 177    |
|  | 5    | CFMoto       | 71     |

|   | Pos. | Equipe                         | Points |
| - | ---- | ------------------------------ | ------ |
| 1 | 1    | Liqui Moly Husqvarna Intact GP | 256    |
| 1 | 2    | Leopard Racing                 | 249    |
| 2 | 3    | Red Bull KTM Ajo               | 247    |
|   | 4    | Angeluss MTA Team              | 235    |
|   | 5    | Gaviota GasGas Aspar Team      | 222    |